# Busverkehr Ostwestfalen
Die BVO Busverkehr Ostwestfalen GmbH (kurz BVO) ist ein Busunternehmen mit Sitz in Münster, vormals im ostwestfälischen Bielefeld.
Sie ist eine Tochtergesellschaft von DB Regio und gehört innerhalb des DB-Konzerns zum Geschäftsfeld DB Regio Bus.

## Geschichte
In Ostwestfalen gab es um 1920 viele Kleinbahnen und Busunternehmen. Dennoch gelang es der Oberpostdirektion Minden eine kleine Anzahl von Kraftpostlinien zu etablieren. Ab 1921 verkehrte eine Linie von Kalletal nach Vlotho und ab 1923 eine Linie von Lübbecke nach Lemförde.
In den 1950er Jahren wurde das Straßenbahnnetz von Detmold von der Deutschen Bundesbahn übernommen. Durch Zukäufe von privaten Omnibusunternehmen konnte die Deutsche Bundespost ihren Vorsprung vor der Bahn in Ostwestfalen-Lippe ausbauen.

Altes Logo BVO

Altes Logo NVO

In den 1970er Jahren wurden die Rufe lauter, die Bundesbusdienste von Bahn und Post unter einem Dach zu vereinen. Die Deutsche Bundesbahn gewann die Entscheidung zu ihren Gunsten. 1982 und 1983 wurden dann die Geschäftsbereiche Bahnbus (GBB) und der GBB Ostwestfalen der Deutschen Bundesbahn gegründet. Der GBB Ostwestfalen war der einzige Geschäftsbereich, in dem die Postbusse in der Überzahl waren. Im Zuge der Privatisierung der Deutschen Bahn wurde 1989 die BVO Busverkehr Ostwestfalen GmbH gegründet. Am 1. Oktober 1989 nahm die neue Gesellschaft den Betrieb auf.
1993 gründete die BVO zusammen mit den Stadtwerken Detmold das Gemeinschaftsunternehmen Stadtverkehr Detmold GmbH. Im Jahre 1999 wurde das Busunternehmen Wilhelm Temme & Sohn in Halle/Westf. mit seinen Linien-Konzessionen als NVO Nahverkehr Ostwestfalen GmbH in Halle (Westf.) als Tochterunternehmen übernommen. Zum 1. Januar 2002 erfolgte aufgrund einer notwendigen Umstrukturierung die Ausgliederung der Busverkehre in den Kreisen Paderborn und Höxter. Die neue Tochtergesellschaft BahnBus Hochstift GmbH (BBH) mit Sitz in Paderborn übernahm den Geschäftsbereich Paderborn, die Detmolder Außenstelle Höxter und die Dienststelle Brakel.
Am 1. September 2008 übernahm die BVO die Busverkehre der British Forces Germany, die vorher europaweit ausgeschrieben wurden. Für den Betrieb wurden Busse des Typs Mercedes-Benz Integro sowie Mercedes-Benz Sprinter beschafft.
Seit dem 1. November 2008 tritt die BVO gemeinsam mit ihren Tochterunternehmen BBH und NVO unter dem Markennamen DB Bahn Ostwestfalen-Lippe-Bus auf.
Im Januar 2009 gingen im nördlichen Kreis Gütersloh einige Linien an den neuen Wettbewerber go.on Gesellschaft für Bus- und Schienenverkehr verloren.
Anfang Oktober 2009 wurde bekannt gegeben, dass der Kreis Minden-Lübbecke das Linienbündel „A Lübbecke und Umgebung“ zum 1. Dezember 2009 Inhouse an die Mindener Kreisbahnen (MKB) vergibt. Die Mindener Kreisbahnen bzw. die Wettbewerbstochter Mühlenkreis-Bus befinden sich zu 100 % im Besitz des Kreises Minden-Lübbecke. Der Verlust der Linien hatte für die BVO die Schließung der Betriebsstelle Lübbecke zur Folge.
Im Rahmen eines Partnerschaftsvertrages vom 2. Dezember 2009 übernahm die Bielefelder moBiel GmbH Planung und Organisation des Busverkehrs innerhalb von Bielefeld und zu den Nachbarstädten bzw. -gemeinden. Busse und Fahrpersonal – soweit die Fahrten nicht als Auftragsleistung von Privatunternehmen oder auch moBiel ausgeführt werden – sowie das Werkstattpersonal stellt weiterhin die BVO. Bis Ende 2018 soll die Durchführung der Angebote schrittweise komplett an moBiel übergehen.
2010 gingen der BVO zahlreiche Linien im Kreis Lippe verloren: Ab 15. Juli wurde die Bedienung in Kalletal, Lemgo und Bad Salzuflen an die Gesellschaft go.on abgegeben. In einer europaweiten Ausschreibung um das „Linienbündel III“ Blomberg – Schieder-Schwalenberg – Lügde konnte sich der langjährige BVO-Auftragnehmer Reisedienst Ludwig Vogt aus Detmold gegen die BVO durchsetzen. Die sieben betroffenen Linien wurden am 1. September 2010 abgegeben.
Zum 1. Januar 2011 erhielt die BVO einen Linienzuwachs durch den Gewinn der Ausschreibung des „Linienbündels Gütersloh Nord-West“. Betroffen sind drei regionale Hauptlinien und mehrere Linien des Schülerverkehrs im Bereich Harsewinkel, Versmold, Borgholzhausen und Gütersloh. Hierzu gehört erstmals auch eine Schnellbuslinie.
Am 10. Januar 2011 übernahm die Firma Karl Köhne, Extertal, an welcher der Kreis Lippe beteiligt ist, den Betrieb auf dem „Linienbündel II“ Detmold/Horn-Bad Meinberg von der BVO.
Am 26. Januar 2011 teilte die MHV als Aufgabenträger der Kreise Herford und Minden-Lübbecke der BVO den Gewinn der europaweiten Ausschreibung von Leistungen der seit Januar 2011 insolventen Verkehrsbetriebe Minden-Ravensberg (VMR) mit. Die Betriebsübernahme in den Kreisen sowie die Stadtverkehre in Herford und Minden ist am 12. Juni 2011 erfolgt. Damit konnten u. a. auch die Netze von Löhne (Konzession liegt bei der Bahntochter BBH) und Herford wieder vereint werden.
Zum 1. Januar 2012 übernahm eine Bietergemeinschaft aus den Busunternehmen Karl Köhne, Linke und Wellhausen den Stadtbusverkehr in Detmold unter der neu gegründeten Firma Stadtbus Detmold GmbH. Da dadurch die letzte Konzession in Detmold wegfiel, gab die BVO den Betriebshof in Detmold zum Jahresende auf. Dieser wurde von Karl Köhne gekauft, der hier die Fahrzeuge für den Stadtbusbetrieb sowie die weiteren gewonnenen Linienbündel stationiert.
Anfang Januar 2013 übernahm die BVO Linien in Bereich Bad Salzuflen/Lage. Damit endete auch die Kooperation mit moBiel für die Linien 350 und 351.
Ab Januar 2014 übernahm die BVO wieder die Verkehrsleistung des damals verlorenen Linienbündels Gütersloh Nord. Ausschlaggebend war der neu angebotene 15-Minuten-Takt auf der Achse Werther–Bielefeld in Kooperation mit der Linie 21. Neu eingeführt wurde eine durchgehende Linie von Halle über Werther und Großdornberg zum Hauptbahnhof Bielefeld, die über einen kurzen Fußweg auch den Uni-Campus bedient.

## Aktuelle Linienübersicht
Stand: 24. Juni 2023

### Linienlos B3 – Stadtbus Bünde
Im Auftrag der Stadtverkehrsgesellschaft Bünde mbH „Stadtbus Bünde“

Logo Stadtbus Bünde

- 1 (546) Ennigloh Nord – Gänsemarkt – Arbeitsamt – Bünde Museumsplatz – Doberg – Bustedt
- 2 (547) Ennigloh Süd – ZOB/Bahnhof – Bünde Museumsplatz – Südlengern
- 3 (548) Hunnebrock – Museumsplatz – Spradow
- 4 (459) Dünne – Bünde Museumsplatz – Spradow

### Verkehre im Linienbündel E „Herford und Umgebung“
Linienlos E2 – Stadtverkehr Herford
Im Auftrag der SVH Stadtverkehr Herford GmbH
- S1 Eickum – Herringhausen – Alter Markt – Klinikum
- S2 Alter Markt – Osterfeuer – Nasse Welle – Helle
- S3 Glumke – Freizeitbad H2O – Alter Markt – Agentur für Arbeit – Falkendiek
- S4 Alter Markt – Bismarckstraße – Helmholtzstraße – Hamscheberg – Erika-Friedhof – Stiftberg – Alter Markt
- S5 Bad Salzuflen-Ahmsen – Ahmser Straße – Alter Markt – Tierpark
- S6 Dieselstraße – Otterheider Weg – Alter Markt – Magdeburger Straße
- S11 (Schnellbus) Alter Markt – Bahnhof – Klinikum
- 433 Herford – Bad Salzuflen, Bahnhof
- 434/VB1 Herford – Alter Markt – Schwarzenmoor – Exter – Vlotho, Bahnhof
- 435 Herford – Schwarzenmoor

Schulverkehr Herford
- 420 GS-Verkehr Mindener Straße / Landsberger Straße
- 421 GS-Verkehr Eickum

Linienlos E3 – Regionalverkehr Herford
- 425 Herford – Hiddenhausen – Löhne
- 464 Enger – Spenge
- 465 Herford – Herringhausen – Enger – Spenge
- 466 Herford – Oetinghausen – Enger – Spenge
- D1 Discobus Löhne – Hüllhorst – Kirchlengern – Herford
- D2 Discobus Löhne – Bad Oeynhausen – Schweicheln – Herford
- D3 Discobus Spenge – Westerenger – Enger – Oetinghausen – Herford
- D4 Discobus Vlotho – Exter – Bad Salzuflen – Herford

Taxibus
- 469 Ortsverkehr Hiddenhausen Lippinghausen – Schweicheln, Bahnhof
- 470 Ortsverkehr Hiddenhausen Hiddenhausen – Eilshausen – Schweicheln Bahnhof

Bürgerbus Spenge
- 666 Rathaus – Wallenbrück – Mantershagen – Rathaus
- 667 Rathaus – Bardüttingdorf – Mantershagen – Rathaus

Schulverkehr
- 467 Spenge – Wallenbrück – Bardüttingdorf – Spenge
- 468 Herford – Oetinghausen – Lippinghausen

Linienlos E4 – Herford – Bünde/Kirchlengern
- 646 Bünde – Hiddenhausen – Lippinghausen – Herford
- 648 Herford – Lippinghausen – Kirchlengern / Bünde
- 654 Bünde – Enger
- 647 Schulverkehr Enger – Hiddenhausen – Lippinghausen – Herford

### Stadtbus Detmold
In Kooperation mit Karl Köhne Omnibusbetriebe GmbH/Verkehrsbetriebe Extertal im Auftrag der Stadtverkehr Detmold GmbH (SVD)
- 701 Pivitsheide – Heidenoldendorf – Innenstadt – Heiligenkirchen – Berlebeck
- 702 Kreishaus – Innenstadt – Meiersfeld
- 703 Hiddesen – Innenstadt – Herberhausen
- 704 Hiddesen – Innenstadt – Jerxen-Orbke
- 706 Lage-Hörste – Pivitsheide – Heidenoldendorf – Innenstadt
- 707 Freiligrathschule – Klinikum – Innenstadt
- 708 Brokhausen – Herberhausen – Innenstadt
- 709 Ellernberg – Remmighausen – Innenstadt

### Linienbündel Lippe 1
- 349 Oerlinghausen Bahnhof - Leopoldshöhe – Nienhagen/Kusenbaum – Bad Salzuflen
- 350 Bad Salzuflen – Nienhagen/Kusenbaum – Bielefeld
- 351 Oerlinghausen Bahnhof - Leopoldshöhe – Nienhagen/Kusenbaum – Bielefeld
- 748 Lage – Hörstmar/Lieme – Lemgo
- 749 Lage – Hardissen – Hagen – Waddenhausen – Sylbach Bahnhof – Pottenhausen – Leopoldshöhe – Oerlinghausen Bahnhof
- 769 Oerlinghausen Bahnhof – Oerlinghausen Markt – Helpup – Greste – Ehrentrup – Kachtenhausen – Wissentrup – Lage
- 934 Leopoldshöhe – Bexten – Aspe – Schötmar – Bad Salzuflen
- 939 Örlinghausen – Währentrup – Stapelage – Hörste
- 951 Lage – Billinghausen – Stapelage – Hörste – Müssen – Billinghausen Lage
- 961/962 Salzuflen/Knetterheide – Lockhausen – Ahmsen / Werl – Herford

Schulverkehr im Linienbündel Lippe 1
- 371 Lage - Bad Salzuflen
- 931 Oerlinghausen - Leopoldshöhe - Bad Salzuflen
- 932 Oerlinghausen - Helpup – Leopoldshöhe
- 950 Müssen – Billinghausen – Lage
- 953 Waddenhausen - Pottenhausen - Kachtenhausen – Lage
- 954 Lage - Heiden - Hagen – Waddenhausen
- 955 Schulverkehr Stadt Lage
- 956 Lage-Maßbruch – Sedanplatz
- 956/957 Ohrsen - Kachtenhausen – Lage
- 959 Krentrup - Heipke - Bexterhagen - Nienhagen – Leopoldshöhe
- 960 Helpup - Greste - Asemissen - Leopoldshöhe Schulzentrum / Ubbedissen - Bechterdissen - Asemissen - Leopoldshöhe Schulzentrum
- 962 Ahmsen – Lockhausen – Werl
- 981 Billinghausen - Hörste - Helpup - Greste – Leopoldshöhe / Lage - Kachtenhausen - Ehlenbruch – Leopoldshöhe

### Schülerverkehr im Kreis Lippe
- 720 Trophagen – Heiden – Bentrup – Lemgo
- 721 Detmold – Schieder – Elbrinxen – Vahlbruch
- 723 Detmold – Hiddesen – Augustdorf
- 724 Detmold – Stukenbrock
- 725 Lemgo – Detmold
- 726 Detmold – Blomberg – Lügde
- 727 Detmold – Großenmarpe – Barntrup
- 728 Lemgo – Lage – Leopoldshöhe – Asemissen
- 729 Detmold – Horn – Bellenberg
- 751 Bad Salzuflen – Lage – Detmold
- 752 Kalletal – Talle – Lieme – Detmold
- 753 Detmold – Lemgo – Lüdenhausen
- 754 Leopoldshöhe – Pottenhausen – Lage – Detmold
- 755 Detmold – Hörste – Oerlinghausen
- 756 Detmold – Billinghausen – Asemissen

### Schulverkehr Region Bielefeld
- 65 Steinhagen – Quelle – Ummeln – Avenwedde
- 67 Versmold – Harsewinkel – Brockhagen – Isselhorst – Avenwedde
- 253 Schildesche – Laar – Eickum – Herford
- 256 Jöllenbeck – Lenzinghausen – Enger
- 389 Stukenbrock – Schloß Holte – Eckartsheim – Sennestadt – Senne – Avenwedde

### Linienbündel 6 – Paderborner Hochfläche
- S80 Paderborn – Bad Wünnenberg – Brilon
- R70 Paderborn – Nordborchen – Kirchborchen – Alfen
- R82 Lichtenau – Dalheim – Husen – Atteln – Henglarn – Etteln – Borchen – Paderborn
- 410 Paderborn – Bad Wünnenberg
- 411 Helmern – Haaren – Bad Wünnenberg – Fürstenberg – Bleiwäsche
- 412 Fürstenberg – Bleiwäsche – Bad Wünnenberg
- 414 Fürstenberg – Bad Wünnenberg – Büren
- 470 Paderborn – Borchen – Alfen
- 471 Borchen – Schloss Hamborn – Dörenhagen – Paderborn
- 472 Wewer – Borchen
- 482 Paderborn – Borchen – Henglarn – Husen – Lichtenau

Schulverkehr
- 413 Essentho – Meerhof – Fürstenberg

### Linienbündel 7 – Lichtenau
- S85 Warburg – Ossendorf – Rimbeck – Scherfede – Kleinenberg – Lichtenau – Dörnhagen – Paderborn
- S86 Warburg – Scherfede – Lichtenau – Dörnhagen – Paderborn (verkehrt nur an Sonn- und Feiertagen)
- 479 Holtheim – Blankenrode – Kleinenberg
- 484 Lichtenau – Asseln – Harkenberg (– Herbram-Wald) – Herbram-Iggenhausen – Grundsteinheim – Dörenhagen – Paderborn
- 486 Lichtenau – Ebbinghausen – Borchen – Dörenhagen
- 487 Ebbinghausen – Atteln – Husen – Lichtenau – Grundsteinheim – Igenhausen (– Herbram-Wald) – Neuenheerse
- 487 Kleinenberg – Holtheim – Blankenrode – Lichtenau – Hakenberg – Asseln – Neuenheerse
- 488 Bürgerbus Lichtenau

### Linienbündel 8 – Stadtverkehr Warburg
- W1 Warburg – Menne – Nörde
- W2 Warburg – Ossendorf – Rimbeck – Scherfede – Bonenburg/Hardehausen
- W3 Warburg – Wormeln – Welda – Volkmarsen
- W4 Warburg – Germete – Wethen – Rhoden
- 501 Warburg – Dalheim – Herlinghausen – Calenberg
- 502 Wrexen/Bonenburg – Scherfede – Rimbeck – Ossendorf – Warburg
- 504 Stadtverkehr Warburg – Wormeln – Welda – Germete
- 507 Warburg – Calenberg – Herlinghausen
- 508 Bürgerbus Warburg – Silberbrede – Neustadt – Altstadt – Schanze
- 509 Schulverkehr Stadt Warburg

### Linienbündel 12 – Büren/Salzkotten
- Bür1 Büren Stadtmitte – Domental – Stadthalle
- Bür2 Büren – Steinhausen – Geseke
- Bür3 Büren – Weine – Siddinghausen – Ringelstein – Harth – Weiberg – Hegensdorf
- Bür4 Büren – Barkhausen – Weiberg – Harth
- Bür5 Büren – Hegensdorf – Leiberg – Bad Wünnenberg
- Bür6 Büren – Weine – Siddinghausen – Ringelstein – Harth – Weiberg – Hegensdorf
- SK1 Salzkotten – Oberntudorf – Niederntudorf – Wewelsburg – Salzkotten
- SK2 Salzkotten – Verne – Holsen – Mantinghausen
- SK3 Salzkotten – Thüle – Scharmede
- SK4 Salzkotten – Upsprunge – Büren
- SK5 Salzkotten – Upsprunge – Flughafen Paderborn/Lippstadt
- SK6 Salzkotten – Upsprunge – Geseke
- S60 Paderborn – Flughafen Paderborn/Lippstadt – Büren
- S61 Paderborn – Wewelsburg – Büren
- S90 Salzkotten/Upsprunge – Paderborn
- R93 Paderborn – Elsen, Bahnhof – Scharmede – Salzkotten
- 461 Tudorf – Wewelsburg – Ahden – Brenken – Büren
- 462 Eickhoff – Steinhausen – Büren
- 463 Büren – Ringelstein – Alme
- 464 Hegensdorf – Weiberg – Harth
- 490 Salzkotten – Geseke
- 491 Verne – Salzkotten – Tudorf
- 492 Salzkotten – Schwelle – Verlar – Mantinghausen
- 493 Paderborn – Salzkotten/Upsprunge – Geseke
- 494 Büren – Upsprunge/Salzkotten
- 495 Salzkotten – Delbrück
- 499 Mantinghausen – Geseke

## Ehemalige Linien

### Linienbündel 1 „Delbrück“ (bis 31. Juli 2020) Heutiger BetreiberGo.on
- D1 Citybus Delbrück
- D2 Delbrück – Lippling – Schöning
- D3 Delbrück – Ostenland – Hövelhof
- D4 Delbrück – Sudhagen – Westenholz
- D5 Delbrück – Lippling – Steinhorst
- S40 Paderborn – Schloß Neuhaus – Delbrück
- R45 Paderborn – Delbrück
- 444 Delbrück – Ostenland – Schloß Neuhaus
- 446 Delbrück – Boke – Anreppen – Bentfeld – Heddinghausen
- 447 Delbrück – Ostenland – Steinhorst – Lippling
- 448 Delbrück – Boke – Anreppen – Bentfeld – Ostenland
- 449 Delbrück – Sudhagen – Westenholz
- 497 Westenholz – Nordhagen – Delbrück

### Linienbündel 5 – Stadtverkehr Höxter (bis 5. Juli 2021) Heutiger Betreiber Go.on
- HX1 Bahnhof/Rathaus – Hochschule – Hellweg – Bahnhof/Rathaus
- HX2 Bahnhof/Rathaus – Bielenberg – Weserberglandklinik
- HX3 Höxter – Lütmarsen – Ovenhausen – Bosseborn
- HX4 Höxter – Brenkhausen – Fürstenau – Bödexen
- HX5 Höxter Bahnhof/Rathaus – Corvey – Lüchtringen
- R21 Höxter – Albaxen – Stahle – Holzminden
- R90 Höxter – Lütmarsen – Ovenhausen – Marienmünster, Vörden
- 595 Fürstenau – Rischenau
- 597 Höxter – Godelheim

### Linienbündel 10 „Egge“ (bis 9. Juli 2016) Heutiger Betreiber Go.on
- S30 Schnellbus Paderborn – Buke – Bad Driburg (– Siebenstern)
- R31 (Neuenbeken –) Altenbeken – Buke – Schwaney – (Herbram-Wald –) Neuenheerse – Dringenberg – Kühlsen – Altenheerse – Willebadessen
- R54 Willebadessen – Altenheerse – Kühlsen – Dringenberg – Neuenheerse – Siebenstern – Bad Driburg
- 431 Paderborn – Dören – Benhausen – Neuenbeken – Altenbeken – Buke – Bad Driburg (– Siebenstern)
- 432 Paderborn – Lieth – (Buke –) Schwaney – (Herbram-Wald –) Neuenheerse – Dringenberg – Altenheerse – Willebadessen
- 541 Peckelsheim – Helmern – (Neuenheerse – Altenheerse –) Willebadessen – Borlinghausen
- 542 Schulverkehr Willebadessen – Borlinghausen – Willebadessen – Helmern – Fölsen – Altenheerse
- 577 Bürgerbus Bad Driburg Stadtmitte – Südstadt – Steinberg – Bahnhof – Krankenhaus – Stadtmitte

### Gütersloh Nord (bis 31. Juli 2021) Heutiger BetreiberGo.on
- 43 Halle, Bahnhof/ZOB – Brockhagen – Gütersloh

- 48 Bielefeld – Steinhagen – Brockhagen

- 59 Bielefeld – Babenhausen Süd – Häger – Wallenbrück – St. Annen – Neuenkirchen

- 60 Werther – Theenhausen – Neuenkirchen

- 61 Bielefeld – Großdornberg – Werther – Halle

- 62 Bielefeld – Großdornberg – Werther – Borgholzhausen

- 88 Bielefeld – Quelle – Steinhagen – Amshausen – Halle

- 89 Versmold – Halle

Schulverkehr
- 63 Werther – Schröttinghausen – Jöllenbeck – Vilsendorf
- 68 Schildesche – Werther – Halle – Künsebeck – Amshausen – Steinhagen
- 86 Ortsverkehr Halle
- 98 Ortsverkehr Werther
- 148 Bad Rothenfelde – Hesseln – Halle – Brockhagen – Steinhagen
- 157 Werther – Schröttinghausen – Babenhausen – Großdornberg – Bielefeld
- 188 Halle – Künsebeck – Amshausen – Steinhagen
- 198 Schulbus Werther
- 248 Ortsverkehr Steinhagen
- 286.1 Rundverkehr Hörste – Kölkebeck – Bokel
- 286.2 Hesseln – Hörste
- 286.3 Künsebeck – Ascheloh – Halle
- 288 Ortsverkehr Steinhagen

Bürgerbus
- 160 (Bürgerbus) Ortsverkehr Werther nach Häger bzw. Theenhausen

### Linienbündel Gütersloh NordWest (bis 31. Dezember 2017) Heutiger Betreiber Go.on
- 44 Gütersloh - Kreishaus - Pixel
- 71 Gütersloh - Marienfeld - Harsewinkel - Greffen - Peckeloh - Versmold
- 71.1 Harsewinkel - Greffen - Überems
- 71.2 Schulverkehr Greffen Johannesschule
- 71.3 Harsewinkel - Marienfeld
- 71.5 Versmold - Bockhorst
- 71.6 Versmold - Knetterhausen - Loxten
- 71.7 Versmold - Oesterweg - Hesselteich - Vorbruch
- 71.8 Versmold - Peckeloh
- 72 Harsewinkel - Heerde - Clarholz (- Herzebrock - Pixel)
- 72.1 Harsewinkel - Beller/Rheda
- 72.3 Herzebrock - Clarholz - Heerde
- 72.4Herzebrock - Clarholz - Oelkerort
- 72.5 Clarholz - Sundern
- 72.6 Clarholz - Samtholz
- 72.7 Herzebrock - Brock-Möhler - Pixel
- 72.8 Herzebrock - Weißes Venn - Quenhorn
- 74 (Gütersloh - Kreishaus - ) Pixel - Herzebrock - Clarholz
- 90 Versmold - Bockhorst - Borgholzhausen - Cleve - Hesseln - Halle
- 91 Peckeloh - Versmold - Loxten - Bockhorst - Westbarthausen - Borgholzhausen
- 92 Ortsverkehr Borgholzhausen
- 93 Oesterweg - Hörste - Casum - Borgholzhausen
- 190 PiumBus Borgholzhausen Bahnhof - Borgholzhausen Stadt

### Linienbündel Gütersloh Nordost (bis 31. Dezember 2018) Heutiger BetreibermoBiel
Linienbündel Gütersloh Nordost ist in Stadtverkehr Bielefeld aufgegangen
Im Auftrag von moBiel
- 87 Hauptbahnhof – Jahnplatz – Kunsthalle – Bethel – Brackwede – Ummeln – Holtkamp – Hollen – Isellhorst – Gütersloh
- 94 Brackwede – Senne – Windflöte – Friedrichsdorf – Avenwedde – Gütersloh
- 95 Hauptbahnhof – Jahnplatz – Kunsthalle – Bethel – Brackwede – Ummeln – Avenwedde – Isellhorst – Gütersloh (Mobiel)

### Linienbündel „Bielefeld“ (bis 31. Dezember 2018) Heutiger Betreiber moBiel
Im Auftrag von moBiel
- 51 Schildesche – Brake – Grafenheide/Milse (Stadtbahn)
- 55 Schildesche – Theesen – Jöllenbeck
- 56 Babenhausen Süd – Theesen – Jöllenbeck – Lenzinghausen – Spenge
- 57 Lohmannshof – Dornberg – Babenhausen – Babenhausen Süd
- 58 Lohmannshof – Dornberg – Schröttinghausen – Babenhausen Süd
- N11 Jahnplatz – Ummeln – Isselhorst – Gütersloh
- N14 Jahnplatz – Quelle – Amshausen – Steinhagen
- N18 Jahnplatz – Tierpark – Dornberg – Werther

### Linienbündel Lippe 2 „Horn-Bad Meinberg“ (bis 9. Januar 2011) Heutiger BetreiberKarl Köhne Omnibusbetriebe
- 357 Horn – Veldrom – Kempen
- 390 Detmold – Heidenoldendorf – Pivitsheide – Augustdorf
- 700 Lemgo - Dörentrup – Barntrup – Bad Pyrmont
- 750 Detmold – Nienhagen – Heiden – Lage
- 772 Detmold – Bad Meinberg – Blomberg – Barntrup
- 776 Detmold – Bad Meinberg – Schieder/Steinheim
- 777 Detmold – Brüntrup – Istrup – Blomberg
- 780 Detmold – Remmighausen – Horn
- 782 Detmold – Holzhausen – Bad Meinberg
- 783 Horn – Merlsheim
- 784 Horn – Bellenberg – Heesten
- 785 Schulverkehr Bad Meinberg
- 786 Schulverkehr Horn
- 788 Blomberg – Herrentrup – Rellkirchen
- 794 Detmold – Nienhagen/Pivitsheide – Lage
- 911 Detmold – Cappel – Großenmarpe – Istrup – Blomberg
- 921 Detmold – Großenmarpe – Selbeck – Barntrup

### Linienbündel Lippe 3 „Schieder“ (bis 31. August 2010) Heutiger Betreiber Karl Köhne Omnibusbetriebe
- 732 Lemgo – Blomberg – Schieder – Lüdge – Bad Pyrmont
- 760 Blomberg – Schieder – Schwalenberg – Rischenau
- 761 Bad Pyrmont – Lüdge – Rischenau
- 762 Blomberg – Schieder – Schwalenberg – Rischenau – (Niese –) Lüdge – Elbrinxen
- 763 Bürgerbus Lüdge
- 770 Glashütte – Schieder – Schwalenberg – Lothe – Steinheim – Wöbbel
- 771 Steinheim – Wöbbel – Blomberg
- 773 Steinheim – Billerbeck – Belle – Wöbbel
- 774 Niese – Rischenau/Siekolz – Schieder – Schwalenberg – Lothe – Steinheim
- 789 Eschenbruch – Blomberg
- 792 Touristik Linie Detmold – Hermannsdenkmal – Extersteine – Horn – Schieder – Lüdge – Bad Pyrmont

### Linienbündel Lippe 5 „Kalletal“ (bis 14. Juli 2010) Heutiger Betreiber Go.on
- 333 Hohenhausen – Westorf – Harkemissen – Kalldorf Hellinghausen – Langenholzhausen – Bad Seebruch
- 334 Hohenhausen – Kalldorf – Erder – Varenholz – Langenholzhausen
- 730 Langenholzhausen – Varenholz – Stemmen – Möllenbeck – Hessendorf –Rinteln
- 731 Hohenhausen – Brosen – Selsen – Herbrechtsdorf –Lüdenhausen – Asendorf – Hedelbeck
- 733 Lemgo – Oberluhe – Bavenhausen – Hohenhausen – (Westorf – Brosen –) Dalbke – Langenholzhausen
- 734 Hohenhausen – Wentorf – Echternhagen – Talle Bavenhausen – Niedermeien – Lüdenhausen – Langenholzhausen
- 735 Hohenhausen – Bavenhausen – Niedermeien – Lüdenhausen – Herbrechtsdorf – Hedeilbeck – Tevenhausen – Langenholzhausen
- 790 Detmold – Loßbruch – Wahmbeckerheide – Brake – Lemgo – Detmold – Loßbruch – Bentrup – Wahmbeck – Lemgo
- 901 Lemgo – Lüerdissen – Rentorf – Niedermeien – Henstorf – Lüdenhausen – Almena
- 963 Lemgo – Lieme – Retzen – Ehrsen – Schötmar – Bad Salzuflen

### Linienlos E1 – Herford – Bielefeld (bis 30. November 2018) Heutiger BetreibermoBiel
Linienlos E1 – „Herford – Bielefeld“ ist weitgehend in Stadtverkehr Bielefeld aufgegangen
- 53 Herford – Bielefeld-Jöllenbeck
- 54 Enger – Bielefeld
- 99 Herford – BI-Milse
- 101 Herford – BI-Schildesche
- 156 Spenge – BI-Schildesche
- 352 Herford – BI-Milse
- 353 Hiddenhausen – BI-Schildesche
- N8 Bielefeld, Jahnplatz – Enger – Spenge
- N12 Bielefeld, Jahnplatz – Herford – Hiddenhausen – Bünde

### Verkehre imLinienbündel C „Minden und Umgebung“ (Betrieben von 12. Juni 2011 bis 30. November 2019) Heutiger BetreiberTransdev Ostwestfalen
Linienlos C1 – Stadtverkehr Minden
- 1 Minden, ZOB – Bierpohl
- 2 Minden, ZOB – Minderheide
- 3 Minden, ZOB – Bärenkämpen, Sandtrift
- 4 Minden, ZOB – Rodenbeck
- 5 Minden, ZOB – Häverstädt – Johannes Wesling Klinikum
- 6 Minden, ZOB – Minden, Bahnhof – Dombrede
- 7 Minden, ZOB – Friedrich-Wilhelm-Str./Bahnhof – Leteln
- 8 Minden, ZOB – Brühlstraße – Omnibusbetriebshof
- 10 Minden, ZOB – Minden, Bahnhof – Meißen
- 12 Minden, ZOB – Am Grundbach
- 13 Minden, ZOB – Dützen – Haddenhausen
- 447 Minden, ZOB – Häverstädt – Haddenhausen – Hille-Rothenuffeln – Hille-Oberlübbe – Hille-Wallücke

Schulverkehr Minden
- 11 Minden, ZOB – Kuhlenkampschule
- 471 Meyerweg – Grundschule am Wiehen
- 472 Aminghauser Straße – PRIMUS-Schule – Grundschule Leteln-Dankersen
- 473 MI-Meißen, Freistraße – PRIMUS-Schule – Grundschule Leteln-Dankersen
- 474 Besselgymnasium – MI-Hahlen, Michael-Ende-Schule
- 475 MI-Minderheide, Lüchten – MI-Hahlen, Michael-Ende-Schule
- 476 Wallfahrtsteich – Bierpohlschule – Grundschule Kutenhausen
- 477 Minden, ZOB – Hauptschule Todtenhausen
- 478 Bachstraße – Domschule

Linienlos C2 – Regionalverkehr Porta Westfalica
- 408 Minden, ZOB – PW-Neesen – PW-Lerbeck – PW-Hausberge – PW-Holzhausen (Heutiger Betreiber MKB-MühlenkreisBus)
- 414 Minden, ZOB – Johannes Wesling Klinikum – PW-Barkhausen – PW-Hausberge
- 416 PW-Lerbeck – PW-Hausberge – PW-Costedt – PW-Holtrup – PW-Holzhausen – Vlotho
- 417 PW-Hausberge – PW-Möllbergen – PW-Veltheim
- 418 PW-Hausberge – PW-Holzhausen
- 419 PW-Möllbergen – PW-Hausberge – PW-Vennebeck
- 461 Minden, ZOB – PW-Barkhausen – Johannes Wesling Klinikum – PW-Barkhausen – B.O.-Dehme – B.O.-Eidinghausen – Bad Oeynhausen, ZOB

Linienlos C3 – Regionalverkehr Minden – Porta Westfalica – Petershagen – Bad Oeynhausen
(Linienlos wurde schon vor dem 12. Juni 2011 betrieben)
- 600 Minden, ZOB – Petershagen/Lahde, Bahnhof – Petershagen-Schlüsselburg
- 610 Schnellbus Minden, ZOB – PW-Hausberge – PW-Eisbergen
- 611 Minden, ZOB – Petershagen-Friedewalde
- 612 Minden, ZOB – Hille-Nordhemmern
- 613 Minden, ZOB – B.O.-Bergkirchen – B.O.-Eidinghausen – Bad Oeynhausen, ZOB

## Fuhrpark
Der Fuhrpark der BVO besteht aktuell aus 126 Fahrzeugen, davon sind 95 Solobusse und 31 Gelenkbusse. Er setzt sich aus Fahrzeugen der Hersteller MAN Truck & Bus, IVECO und Daimler Buses zusammen.

Iveco Crossway LE (Stadtbus Bünde)

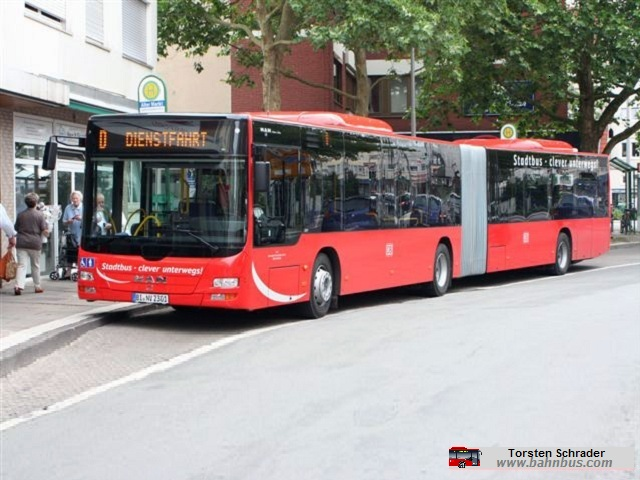
MAN Lion’s City A23 (Stadtbus Herford)

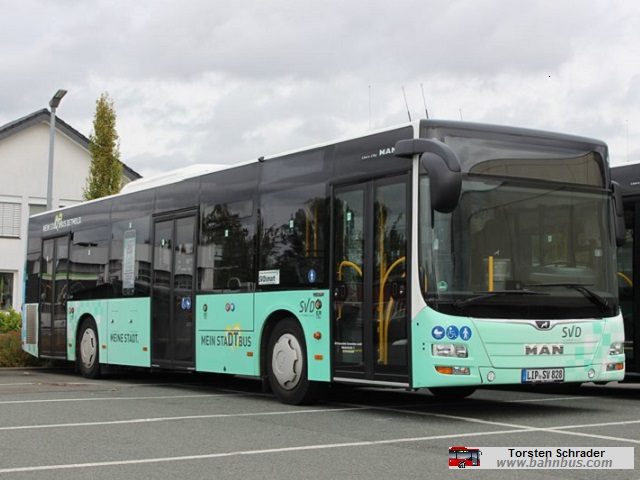
MAN Lion’s City A21 (Stadtbus Detmold)

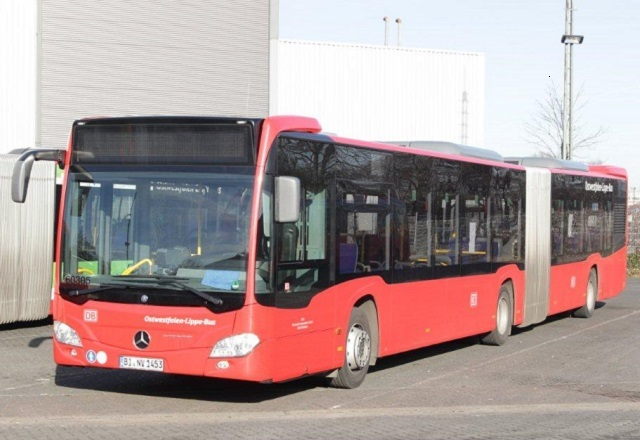
Mercedes-Benz C2 G

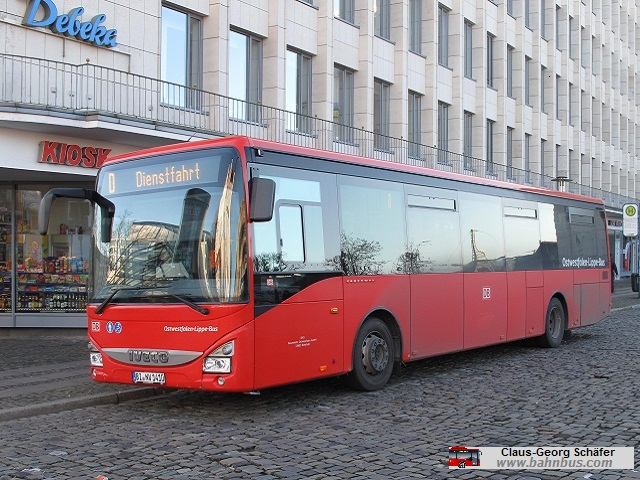
Iveco Crossway LE

## Sonstiges
Seit dem 12. April 2014 bietet die BVO auf einigen Buslinien kostenlosen WLAN für die Fahrgäste an.